# Photina

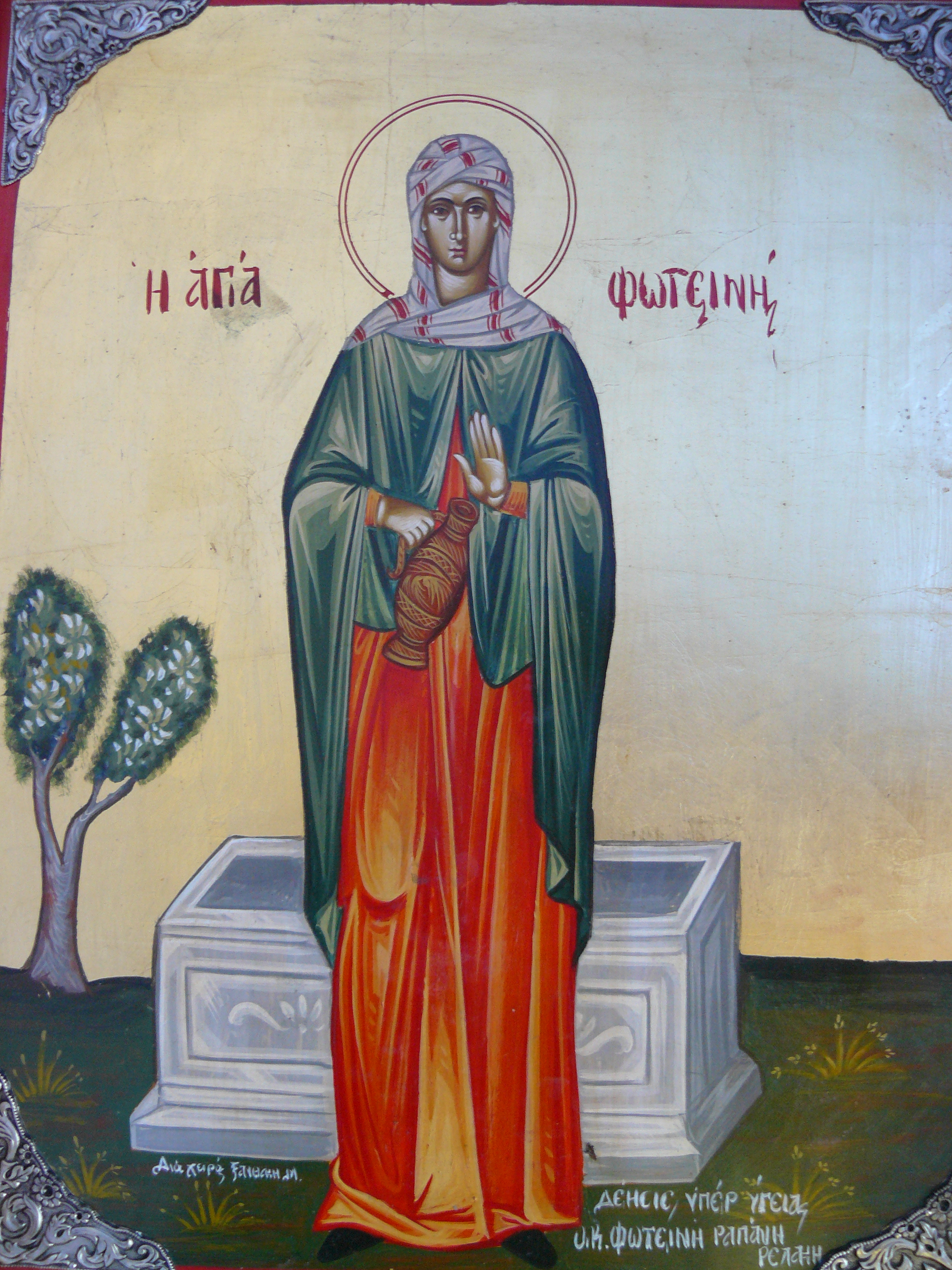
Die heilige Photina steht mit einem Krug in der Hand vor dem Jakobsbrunnen bei Sychar.

Photina (gr. Φωτεινή „die Erleuchtete“) († 66 in Rom oder Karthago) ist in der griechischen Überlieferung die Samariterin, der Jesus am Jakobsbrunnen begegnet. Sie wird als Heilige verehrt und zu den Großmärtyrern und den Apostelgleichen gezählt.

## Jesus und die Samariterin
Die Begegnung Jesu mit der Samariterin wird im Johannes-Evangelium (Kapitel 4) geschildert. Danach setzte sich Jesus auf dem Weg von Jerusalem nach Galiläa am Jakobsbrunnen bei Sychar in Samarien nieder, als eine (in der Bibel namentlich nicht genannte) Samariterin hinzukam und von Jesus gebeten wurde, ihm zu trinken zu geben. Als sie ihn darauf hinwies, dass Juden und Samariter keinen Umgang miteinander pflegten, erklärte er, er habe Wasser zu geben, das jeden Durst stille. Daraufhin bat die Samariterin ihn, ihr auch solches Wasser zu geben. Jesus erklärte ihr, er wisse, dass sie fünf Männer gehabt habe, aber jetzt mit jemand zusammenlebe, mit dem sie nicht verheiratet sei. Die Samariterin, von der prophetischen Gabe Jesu beeindruckt, bekannte, dass sie an das Kommen Christi, des Messias glaube und Jesus gab sich ihr als dieser zu erkennen. Die hinzukommenden Jünger wunderten sich, dass Jesus sich mit einer Frau unterhielt. Die Samariterin kehrte unterdessen in die Stadt zurück und bekannte sich zu Christus.

## Martyriumslegende
Die Samariterin wurde von den Jüngern auf den Namen Photina getauft. Sie bekehrte ihre fünf Schwestern Anatole, Photo, Photis, Paraskeve und Kyriake und ihre beiden Söhne Joseph und Viktor zum Christentum. Nach dem Martyrium von Petrus und Paulus zog sie mit ihren Schwestern und ihrem Sohn Joseph nach Karthago, um dort die Lehren Christi zu verbreiten. Sie soll dort unter Kaiser Nero als Märtyrerin gestorben sein.
Nach Dimitri von Rostow hatte sich ihr ältester Sohn Viktor im Römischen Heer in Kleinasien im Kampf gegen die Barbaren ausgezeichnet und war zum Kommandanten von Attalia ernannt worden. Später wurde er nach Rom beordert, um Christen zu verfolgen. Sebastian, ein römischer Beamter, wusste, dass Viktor ein Christ war und forderte ihn auf seinen Glauben abzulegen, seinen Verwandten in Karthago zu schreiben, damit sie in Zukunft nicht mehr den christlichen Glauben verbreiten und auf keinen Fall solle er Christen über geplante Aktionen gegen sie in Kenntnis setzen. Viktor erwiderte, dass er wie seine Mutter das Christentum lehren möchte. Als Sebastian ihm drohte, fühlte dieser einen Stich im Auge und erblindete. Nach vier Tagen erschien ihm Jesus und redete zu ihm. Daraufhin ließ er sich taufen und erhielt sofort seine Sehkraft zurück. Seine Diener, die das Wunder gesehen hatten, ließen sich auch taufen. Als Nero davon in Kenntnis gesetzt wurde, ließ er die Christen nach Rom bringen. Den Gläubigen erschien Gott und dieser machte ihnen Mut, nicht aufzugeben, denn Nero und alle seine Diener würden besiegt werden. Außerdem solle Viktor von nun an Photinus (der Erleuchtete) heißen, da er viele erleuchtet hatte.
Photina, die von den Vorgängen erfahren hatte, verließ Karthago und begab sich mit ihren Schwestern und Joseph nach Rom und wurde ebenfalls festgenommen. Nero forderte von ihnen, dem Christentum abzuschwören. Da sie dies ablehnten, befahl er, man solle ihnen die Finger brechen. Diese fühlten jedoch weder Schmerzen noch trugen sie irgendwelche Verletzungen davon. Nun wurden Sebastian, Photinus und Joseph geblendet und ins Gefängnis gebracht und Photina und ihre Schwestern wurden im kaiserlichen Hof unter die Aufsicht seiner Tochter Domnina gestellt. Doch diese bekehrten Neros eigene Tochter, ihre Diener und den Zauberer, der Photina vergiften sollte, zum Christentum.
Nach drei Jahren stellte Nero fest, dass die Inhaftierten wieder sehen konnten und unter den Gefangenen den christlichen Glauben verbreitet hatten. Er befahl, die Christen zu kreuzigen und auszupeitschen. Nach vier Tagen erkundigte er sich nach dem Schicksal der zum Tode verurteilten Christen. Die Boten erblindeten jedoch, als sie den Kreuzigungsplatz erreichten, und mussten feststellen, dass ein Engel die Märtyrer befreit und geheilt hatte. Durch die Gebete der Gekreuzigten wurden die Boten von ihrer Blindheit geheilt und diese ließen sich deshalb taufen.
Nun befahl Nero, Photina die Haut abzuziehen und in einen Brunnen zu werfen. Sebastian, Photinus und Josef wurden die Beine abgeschnitten und Hunden zum Fraß vorgeworfen, schließlich wurde auch ihnen die Haut abgezogen. Den Schwestern von Photina wurden die Brüste abgeschnitten und die Haut abgezogen. Photis, die dies überlebte, wurden danach die Beine an zwei heruntergebogene Bäume gebunden. Als man die Stricke kappte, wurde sie zerrissen. Alle anderen Christen wurden enthauptet.
Photina wurde aus dem Brunnen gezogen und für zwanzig Tage ins Gefängnis gebracht. Sie wurde zu Nero gebracht und sollte den römischen Göttern opfern. Doch sie spuckte Nero ins Gesicht und weigerte sich, ihren Glauben zu verraten. So wurde sie wieder in den Brunnen geworfen, wo sie schließlich starb.

## Verehrung
Ihr Haupt soll sich in Rom in der Kirche Sankt Paul vor den Mauern befinden. Ihr Gedenktag ist nach dem Martyrologium Romanum der 20. März, in der Orthodoxen Kirche der 26. Februar und in der Armenischen Apostolischen Kirche der 31. August.

## Rezeption

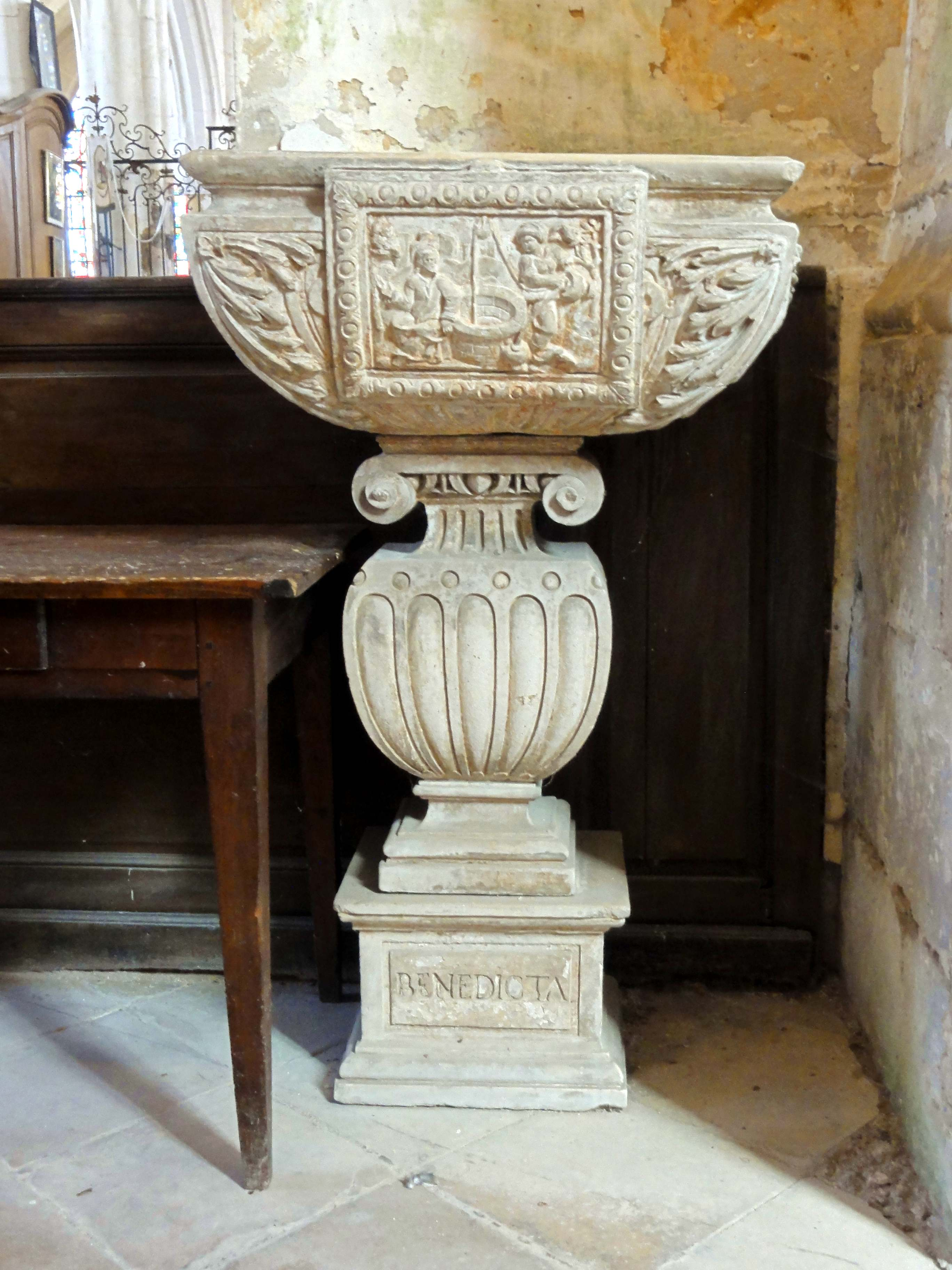
Weihwasserbecken

Das 1572 entstandene Renaissanceweihwasserbecken der Kirche Ste-Félicité im französischen Montagny-Sainte-Félicité zeigt ein Relief der Szene.